# Charles Walter Allfrey
Sir Charles Walter Allfrey, KBE, CB, DSO, MC, DL (* 24. Oktober 1895 in Southam, Warwickshire; † 2. November 1964 in Bristol) war ein britischer Generalleutnant der British Army, der unter anderem zwischen 1941 und 1942 Kommandeur der 43. (Wessex) Infanteriedivision, von 1942 bis 1944 Kommandierender General des V. Korps sowie zwischen 1944 und 1946 Kommandeur der britischen Streitkräfte in Ägypten war.

## Leben

### Erster Weltkrieg und Zeit bis zum Zweiten Weltkrieg
Allfrey absolvierte nach dem Schulbesuch zunächst eine militärische Ausbildung am Britannia Royal Naval College (BRNC) in Dartmouth, trat allerdings nach Beginn des Ersten Weltkrieges im August 1914 als Leutnant (Second Lieutenant) seinen Militärdienst in der Royal Horse and Royal Field Artillery an. 1917 wurde er zum Hauptmann befördert und fand in der Folgezeit zahlreiche Verwendungen in der British Army. Für seine militärische Verdienst wurde ihm am 1. Januar 1918 das Military Cross (MC) sowie am 13. September 1918 aufgrund seiner Verdienst als Chef einer Artilleriebatterie eine Spange (Bar) zum Military Cross verliehen. Nach seiner Beförderung in den Brevet-Rang eines Major 1931 diente er 1932 in einer Einheit in Ostanatolien. Für seine dortigen Verdienste wurde ihm am 6. Oktober 1933 der Distinguished Service Order (DSO) verliehen. Ferner wurde er 1933 zum Major befördert.
Am 1. Januar 1935 wurde ihm der Brevet-Rang eines Oberstleutnants (Brevet Lieutenant-Colonel) verliehen und fand vom 21. Januar 1936 bis zum 20. Januar 1939 Verwendung als Instrukteur am Staff College Camberley. Nach seiner Beförderung zum Oberst am 6. August 1939, die auf den 1. Januar 1938 zurückdatiert wurde, war Allfrey zwischen dem 6. August 1939 und dem 25. Februar 1940 Generalstabsoffizier 1 in der 2. Infanteriedivision. Im Anschluss wurde ihm am 27. Februar 1940 der kommissarische vorübergehende Rang eines Brigadegeneral (Acting Brigadier/Temporary Brigadier) verliehen und er war bis zum 7. Juni 1940 Kommandeur der Korps-Artillerietruppen des II. Korps. Während dieser Zeit nahm er von Mai bis Juni 1940 an der Schlacht von Dünkirchen teil.
Nach seiner Rückkehr war er zunächst zwischen dem 8. Juni und dem 18. Juli 1940 Kommandeur der Korps-Artillerietruppen des IV. Korps und übernahm anschließend vom 18. Juli 1940 bis zum 23. Februar 1941 den Posten als Kommandeur (General Officer Commanding) des zu den Heimattruppen (Home Forces) gehörenden Militärbezirk Südwest. In dieser Funktion wurde ihm am 19. Juli 1940 der Rang eines kommissarischen Generalmajors (Acting Major-General) verliehen. Am 27. Februar 1941 übernahm er vorübergehend den Posten als Kommandeur der Truppenverbände in den Grafschaften Devon und Cornwall (Devon and Cornwall County Division), wurde aber bereits am darauf folgenden 28. Februar 1941 Nachfolger von Generalmajor Robert Pollok als Kommandeur der 43. (Wessex) Infanteriedivision. Auf diesem Posten verblieb er bis zu seiner Ablösung durch Generalmajor Gwilym Ivor Thomas am 9. März 1942. Die 43. (Wessex) Infanteriedivision gehörte zusammen mit der 46. Infanteriedivision und der 53. (Walisischen) Infanteriedivision zum XII. Korps, dessen Kommandierender General Generalleutnant Bernard Montgomery war.

### Tunesien- und Italienfeldzug sowie Nachkriegszeit

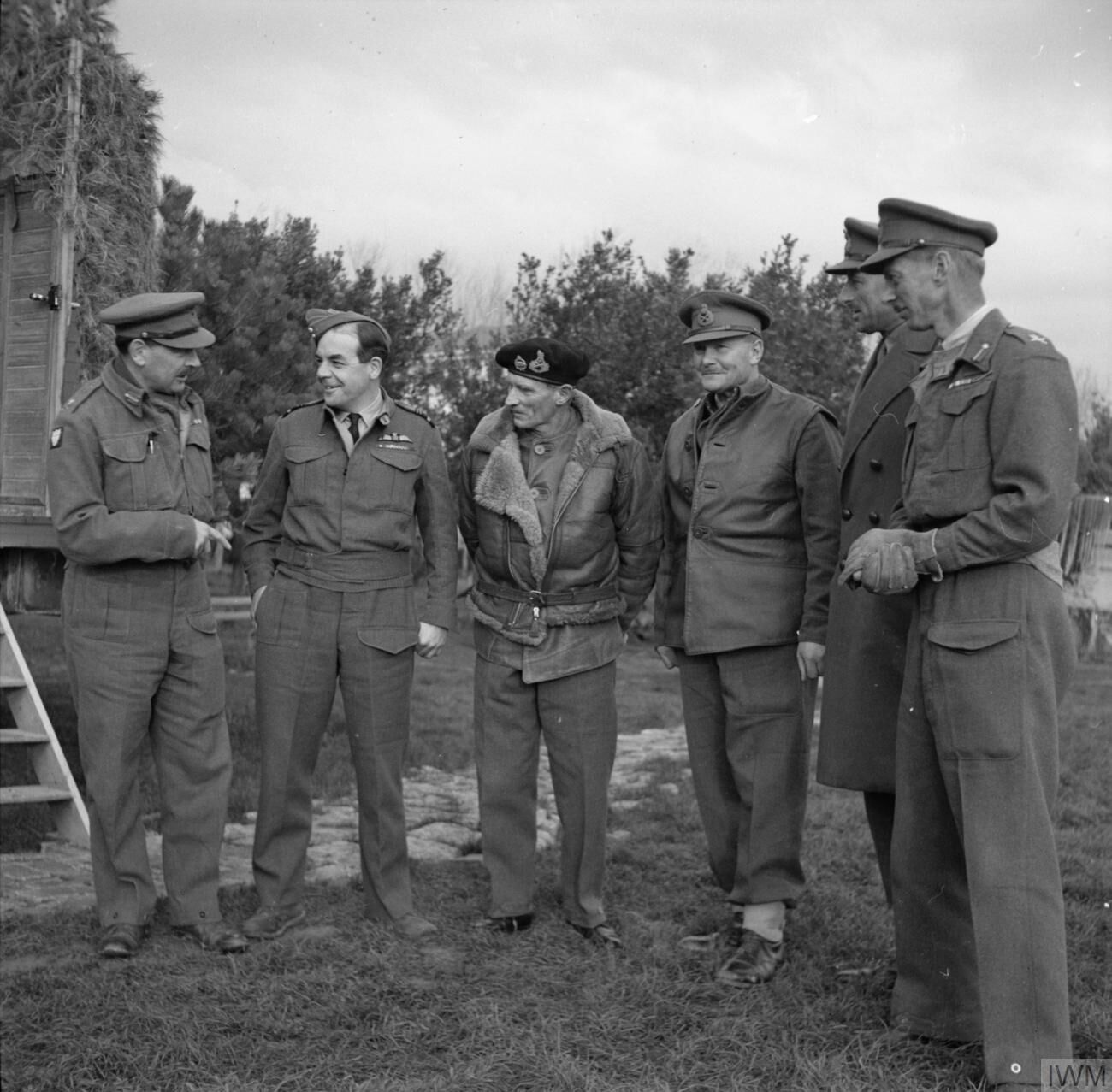
Generalleutnant Charles Walter Allfrey (2.v.r.) mit (v. l. n. r.) Generalmajor Freddie de Guingand, Air Vice-Marshal Harry Broadhurst, General Bernard Montgomery, Generalleutnant Bernard Freyberg und Generalleutnant Miles Dempsey bei einer Besprechung während des Italienfeldzuges (September 1943)

Daraufhin wurde Allfrey am 9. März 1942 der Rang eines kommissarischen Generalleutnants (Acting Lieutenant-General) verliehen und er übernahm von Generalleutnant Edmond Schreiber die Position als Kommandierender General des V. Korps. Er übte diese bis zu seiner Ablösung durch Generalleutnant Charles Keightley am 8. August 1944 aus und erhielt während dieser Zeit am 9. März 1943 den Rang als Generalmajor im Kriegsdienst und Generalleutnant auf Zeit (War Substantive Major-General/Temporary Lieutenant-General) sowie am 6. November 1943 die Beförderung zum Generalmajor (Major-General), wobei diese auf dem 7. Juni 1943 zurückdatiert wurde.
Am 8. November 1942 kommandierte er das V. Korps während der Operation Torch, der britisch-amerikanischen Invasion Französisch-Nordafrikas, sowie anschließend von November 1942 bis Mai 1943 im Tunesienfeldzug. Dieser Feldzug endete am 13. Mai 1943 mit der Kapitulation der mehr als 200.000 Soldaten umfassenden Achsenmächte in Nordafrika. Im Anschluss kommandierte er die Einsätze des V. Korps im Italienfeldzug, zu dem die alliierte Invasion in Italien im September 1943, die Schlacht um Monte Cassino vom 17. Januar bis 18. Mai 1944 und die Operation Olive gegen die Gotenstellung im August 1944 gehörten.
Am 16. November 1944 wurde Allfrey als Generalleutnant auf Zeit Kommandeur der britischen Streitkräfte in Ägypten (Egypt Command) und löste damit Generalleutnant Robert Stone ab. Als solcher wurde er am 23. November 1946 zum Generalleutnant (Lieutenant-General) befördert, wobei diese Beförderung auf den 14. Dezember 1944 zurückdatiert wurde. Am 17. Juni 1948 schied er aus dem aktiven Militärdienst aus.
Er bekleidete jedoch zwischen 1948 und seiner Ablösung durch General Robert Mansergh im Januar 1957 die Funktion als Ehrenoberst (Colonel commandant) der Royal Horse Artillery sowie zugleich als Nachfolger von Brigadegeneral Edward Harding-Newman von August 1949 bis zu seiner Ablösung durch Generalmajor John Mather Kirkman im Januar 1957 als Ehrenoberst der Royal Artillery. Darüber hinaus wurde er am 26. Februar 1953 Deputy Lieutenant (DL) der Grafschaft Gloucestershire.
Allfrey wurde zum Knight Commander des Order of the British Empire (KBE) geschlagen, so dass er den Namenszusatz „Sir“ führte. Des Weiteren war er Companion des Order of the Bath (CB).